# Mas de Sant Josep
El Mas de Sant Josep és una obra de la Selva del Camp (Baix Camp) inclosa a l'Inventari del Patrimoni Arquitectònic de Catalunya.

## Descripció
Mas format per la conjunció de diversos edificis. El principal, de façana arrebossada, presenta coberta de teula a dues vessants. La porta principal, desplaçada de l'eix de la façana, originàriament era d'arc rodó, i esdevingué d'arc carpanell degut a un afegitó posterior. El segon edifici en importància, situat en angle recte respecte a l'anterior, té coberta a una sola vessant. Ambdós són obra de pedra i argamassa. A la banda de la riera del mas hi ha recolzada sobre l'edifici principal, una petita cambra o magatzem arrebossat de blanc que té la porta d'entrada en arc carpanell, amb una espadanya d'arc molt apuntat, en la qual falta la campana.

## Història
El Mas de Sant Josep degut al nom dels propietaris originals, la família Sant Josep de la Selva, que li varen donar el nom de "Sant Josep de la Muntanya" per diferenciar-lo d'un altre que era al Camp, segons relata Eufemià Fort. Hauria format part de l'antic i extens terme municipal de l'Albiol.